# Headspace (album)
Headspace – debiutancki album alternatywno-metalowej grupy Pulse Ultra, wydany 16 lipca 2002, nakładem wytwórni Atlantic Records.

## Lista utworów
1. "Acceptance (Phase I)" – 2:55
2. "Finding My Place (Phase II)" – 3:47
3. "Put It Off" – 3:39
4. "Big Brother" – 3:21
5. "Never the Culprit" – 4:06
6. "Slip in Sin" – 5:02
7. "Prelude" – 1:10
8. "Void" – 4:01
9. "Build Your Cages" – 3:54
10. "Tire D" – 3:24
11. "Interlude" – 1:23
12. "Look Closer" – 3:52
13. "Glass Door" – 3:38
14. "Despot" – 4:49

## Twórcy
- Zo Vizza – wokal
- Jeff Feldman – gitara basowa
- Maxx Zinno – perkusja
- Dominic Cifarelli – gitara prowadząca